# IC 4999
IC 4999 — галактика типу SBc () у сузір'ї Козоріг.
Цей об'єкт міститься в оригінальній редакції індексного каталогу.